# Kim Dong-gwang
Kim Dong-gwang (김동광?; Pusan, 5 gennaio 1953) è un ex cestista e allenatore di pallacanestro sudcoreano.

## Carriera
Con la Corea del Sud ha disputato i Campionati mondiali del 1978.